# Marino Bulcani
Marino Bulcani (né à Naples, dans l'actuelle Campanie, alors dans le royaume de Naples et mort le 8 août 1394 à Assise) est un cardinal italien du XIVe siècle. Francesco Renzio (1381) est un autre cardinal de sa famille.

## Biographie
Marino Bulcani est abbas napolitain, protonotaire apostolique et nonce auprès du roi Charles III de Naples.
Le pape Urbain VI le crée cardinal lors du consistoire du 17 décembre 1384. Le cardinal Bulcani participe  au conclave de 1389, lors duquel Boniface IX est élu pape.
En 1385, le cardinal Bulcani est camerlingue de la Sainte Église et archiprêtre de la basilique St. Libère et en 1394 vice-chancelier de la Sainte-Église. 